# Magdalena Danielewicz
Magdalena Danielewicz (ur. 6 kwietnia 1961 w Warszawie) – profesor doktor habilitowana, polska językoznawczyni, związana z Katedrą Lingwistyki Formalnej na Wydziale Neofilologii Uniwersytetu Warszawskiego, wcześniej także z Instytutem Języka Polskiego na Wydziale Polonistyki Uniwersytetu Warszawskiego. Kierowniczka Katedry Lingwistyki Formalnej Wydziału Neofilologii Uniwersytetu Warszawskiego, przewodnicząca Rady Naukowej Dyscypliny Językoznawstwo na Uniwersytecie Warszawskim w kadencji 2020–2024.

## Kariera naukowa
Po ukończeniu VII Liceum Ogólnokształcącego im. Juliusza Słowackiego w Warszawie w 1980 roku rozpoczęła studia na Wydziale Polonistyki Uniwersytetu Warszawskiego. Równolegle uczestniczyła w wybranych kursach logiki, semiotyki i filozofii języka na Wydziale Filozofii i Socjologii. Jej zainteresowania naukowe koncentrują się wokół problemów teorii i filozofii języka, semantyki lingwistycznej, leksykografii oraz języka artystycznego. W 1985 r. obroniła pracę magisterską Pytania pozorne we współczesnej polszczyźnie mówionej, napisaną pod kierunkiem prof. dr hab. Renaty Grzegorczykowej. W latach 1991–1994 była zatrudniona w sekcji języków słowiańskich Uniwersytetu Bordeaux III we Francji. W 1995 r. uzyskała stopień doktora nauk humanistycznych na podstawie rozprawy O znaczeniu zdań pytajnych w języku polskim. Charakterystyka struktury tematyczno-rematycznej wypowiedzeń interrogatywnych (promotor pracy: prof. dr hab. Renata Grzegorczykowa, recenzenci: prof. dr hab. H. Wróbel, prof. dr hab. M. Świdziński). W 2003 r. otrzymała stopień doktora habilitowanego na podstawie monografii habilitacyjnej Wiedza i niewiedza. Studium polskich czasowników epistemicznych, KLF, Warszawa 2002, s. 382, a także kolokwium habilitacyjnego przeprowadzonego na Wydziale Neofilologii UW (recenzenci dorobku naukowego: prof. dr hab. M. Grochowski, prof. dr hab. J. Szymura, dr hab. J. Wajszczuk). W 2014 r. została profesorem belwederskim, m.in. na podstawie rozprawy W głąb specjalizacji znaczeń. Przysłówkowe metapredykaty atestacyjne, Bel Studio, Warszawa 2012, s. 291.

## Członkostwo w towarzystwach, organizacjach i instytucjach naukowych
Członek korespondent Polskiej Akademii Umiejętności (od 2014 roku)
Członkini Prezydium Komitetu Językoznawstwa PAN w kadencji 2020–2024
Wiceprzewodnicząca Międzynarodowej Komisji Budowy Gramatycznej Języków Słowiańskich przy Międzynarodowym Komitecie Slawistów
Członkini kolegiów redakcyjnych: „Biuletynu Polskiego Towarzystwa Naukowego”, „Slavia časopis pro slovanskou filologii” (Czeska Akademia Nauk), „Исследования по славянским языкам”, Корейска Ассоциациа Славистов, Сеул

## Publikacje[12]
Jest autorką kilku monografii i kilkudziesięciu artykułów z dziedziny językoznawstwa oraz trzech podręczników do kształcenia językowego na poziomie gimnazjalnym (Mowa polska, Stentor, Warszawa 1999, 2000, 2001).
Przetłumaczyła na język polski, opatrzyła wstępem i uwagami redakcyjnymi oryginalne pisma Ferdynanda de Saussure’a zebrane w tomie Écrits de linguistique générale, Gallimard, Paris 1996 (pol. tytuł: Szkice z językoznawstwa ogólnego, Dialog, Warszawa 2004).
Pełen wykaz publikacji znajduje się na stronie Polskiej Bibliografii Naukowej.

## Nagrody i wyróżnienia
W 2003 r. została odznaczona Brązowym Krzyżem Zasługi.